# Chrysobothris chrysoela
Chrysobothris chrysoela es una especie de escarabajo del género Chrysobothris, familia Buprestidae. Fue descrita científicamente por Illiger en 1800.
Se encuentra en Texas, Florida y Distrito de Columbia.

## Subespecies
- Chrysobothris chrysoela chrysoela
- Chrysobothris chrysoela lerneri Cazier, 1951